# Riou de l'Argentière
Le Riou de l'Argentière est un petit fleuve côtier français des départements des Alpes-Maritimes et du Var, en région Provence-Alpes-Côte d'Azur, qui se jette en mer Méditerranée.

## Géographie
De 15,1 kilomètres de longueur, le Riou de l'Argentière prend sa source sur la commune de Fréjus, à 315 mètres d'altitude à l'est du col du Logis de Paris.
Il coule globalement de l'ouest vers l'est, et traverse le lac des trois vallons.
Il a son embouchure avec la mer Méditerranée sur la commune de Mandelieu-la-Napoule, à 0 mètre d'altitude. Le Riou de l'Argentière a la Route nationale 7 au sud et l'autoroute A8 au nord, sauf sur Mandelieu où la RN 7 traverse le Riou de l'Argentière près de l'embouchure du Vallon de Vallauris, entre les lieux-dits Notre-Dame des Vignerons et le Hameau du Basilic.

### Communes et canton traversés
Dans les deux départements des Alpes-Maritimes et du Var, le Riou de l'Argentière traverse quatre communes et deux cantons :
- dans le sens amont vers aval : Fréjus (Var) (source), Les Adrets-de-l'Esterel (Var), Tanneron (Var), Mandelieu-la-Napoule (Alpes-Maritimes) (confluent)

Soit en termes de cantons, le Riou de l'Argentière prend source dans le canton de Fréjus, longe le canton de Fayence et a son embouchure dans le Canton de Mandelieu-Cannes-Ouest, le tout dans les deux arrondissement de Draguignan et arrondissement de Grasse.

### Bassin versant
La superficie du bassin versant « Côtiers de l'Argens à la Siagne » (Y550) est de 171 km2,. Ce bassin versant est constitué à 73,20 % de « forêts et milieux semi-naturels », à 23,810 % de « territoires artificialisés », à 2,55 % de « territoires agricoles ».

### Organisme gestionnaire
Le SMIAGE ou Syndicat Mixte Inondations, Aménagements et Gestion de l'Eau maralpin, créé en le 1er janvier 2017 , s'occupe désormais de la gestion des bassins versants des Alpes-Maritimes, en particulier de celui du fleuve le Var. Celui-ci « a été reconnu comme EPTB, avec les félicitations du jury, lors de la séance du comité de bassin de l’Agence l’eau Rhône-Méditerranée-Corse du vendredi 22 juin 2018 car il porte à la fois des politiques liées à la prévention du risque inondation et la gestion des milieux aquatiques »,.

## Affluents

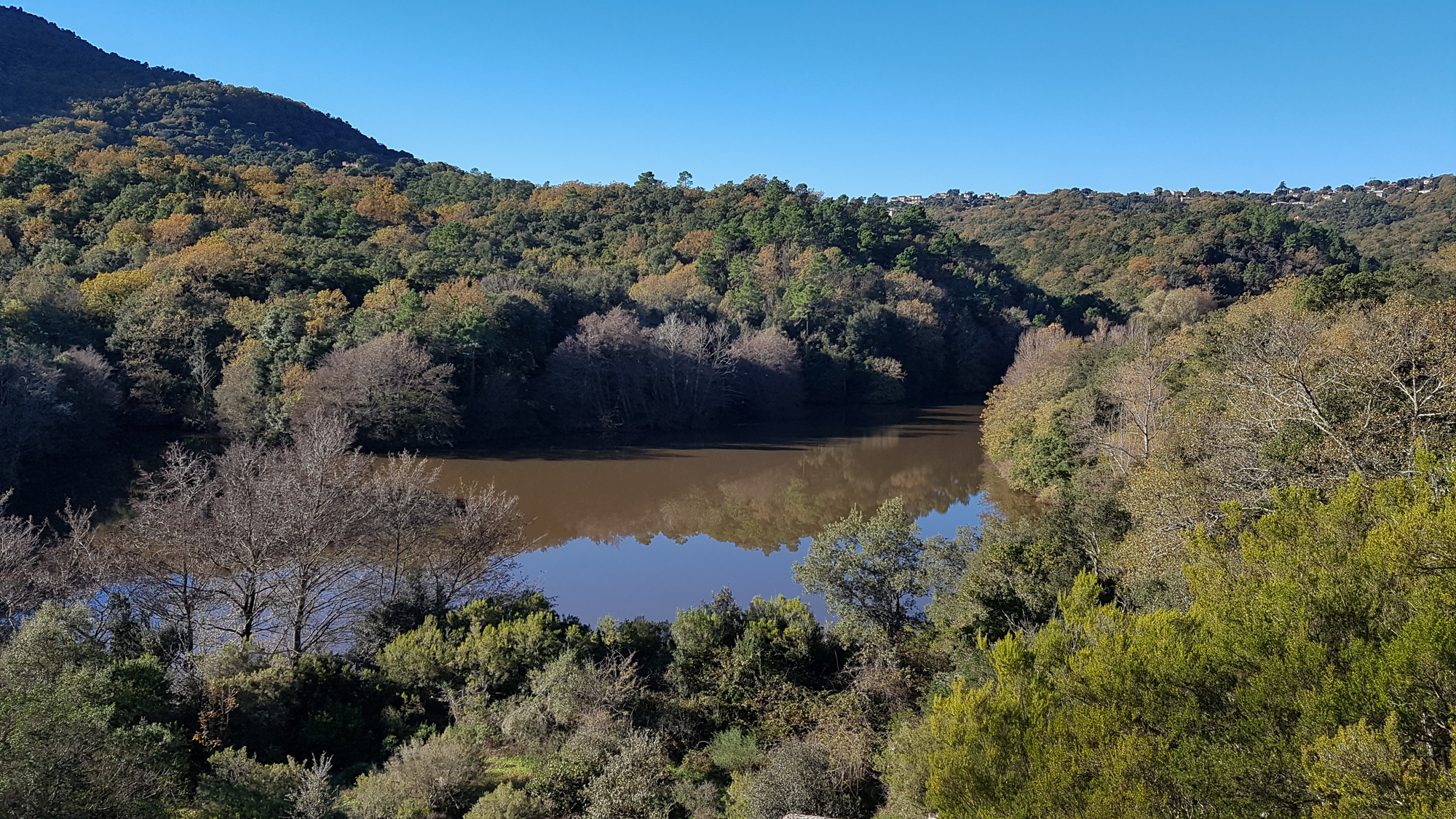
Lac des Trois-vallons aux Adrets-de-l'Estérel.

Le Riou de l'Argentière a huit affluents référencés :
- le vallon de l'Estérel (rd[note 2]), 2,5 km, sur la seule commune de Fréjus.
- le vallon du Grand Cabrol (rg), 3,4 km, sur les deux communes des Adrets-de-l'Esterel et Tanneron avec trois affluents :
  - le Vallon de Saron (rg), 1,4 km, sur la seule commune de Tanneron.
  - le vallon de Baza (rg), 1,6 km, sur la seule commune de Tanneron.
  - le vallon du Petit Cabrol (rd), 3,4 km, sur les deux communes des Adrets-de-l'Esterel et Tanneron.
- le vallon du Cheval (rg), 2,2 km, sur la seule commune de Tanneron.
- le vallon de l'Aubro (rg), 2,4 km, sur la seule commune de Tanneron avec un affluent :
  - le vallon de l'Etang (rg), 3,6 km, sur la seule commune de Tanneron.
- le vallon de Saint-Jean, ou vallon du Gabre du Poirier (rd), 5,6 km, sur les deux communes de Fréjus et Mandelieu-la-Napoule qui passe par le lac de la Charbonnière et avec un affluent :
  - le vallon des Trois Termes (rd), 2,8 km, sur les deux communes de Fréjus et Mandelieu-la-Napoule
- le vallon de la Fontaine Longue (rg), 1,8 km, sur la seule commune de Mandelieu-la-Napoule.
- le vallon de Constantin, ou vallon des quatre Pointes (rg), 3,9 km, sur les deux communes de Tanneron et Manderieu-la-Napoule avec un affluent :
  - le vallon des Fenouillers (rg), 2,4 km, sur les deux communes de Pegomas et Manderieu-la-Napoule.
- le vallon de Vallauris, ou vallon de Maupas, ou ravin de Maure Vieille (rd), 4,9 km, sur la seule commune de Mandelieu-la-Napoule, avec un affluent :
  - la Vallon des Baumes (rg), 1,7 km, sur la seule commune de Mandelieu-la-Napoule.

### Rang de Strahler
Le rang de Strahler est donc de trois.

## Hydrologie
Son régime hydrologique est dit pluvial méridional.

## Aménagements et écologie
Une partie du Golf Club Old Course de Cannes - Mandelieu se trouve sur la rive droite du Riou de l'Argentière, accessible par le pont des Amoureux. Des résidences ont été érigées en affleurement du parcours après que l'installation d'un camping ait été refusée par la Commission départementale des sites, perspectives et paysages dans les années 1960.